# 吉姆·克莱蒙斯
詹姆斯·米切尔·克莱蒙斯（英語：James Mitchell Cleamons，1949年9月13日—）是美国NBA联盟职业篮球运动员、教练。他在1971年的NBA选秀中第1轮第13顺位被洛杉矶湖人选中。